# Тасшагил
Тасшагил (каз. Тасшағыл) — село в Кзылкогинском районе Атырауской области Казахстана. Административный центр Тасшагильского сельского округа. Код КАТО — 234855100.

## Население
В 1999 году население села составляло 1579 человек (795 мужчин и 784 женщины). По данным переписи 2009 года, в селе проживали 1682 человека (852 мужчины и 830 женщин).